# Tweede Kamerverkiezingen 1989/Kandidatenlijst/Bejaarden Centraal
Dit is de kandidatenlijst voor de Tweede Kamerverkiezingen 1989 van Bejaarden Centraal. De partij deed mee in twaalf van de negentien kieskringen.

## De lijst
1. H.W. Pullens - 6.816 stemmen
2. H. Haffert - 249
3. C.J.C. Jakma-Schnabel - 163
4. C.A.M. Bode - 89
5. P.P.A. Roctus - 85
6. R. Carrière - 148
7. H.W. Kramers - 42
8. P.J.M. van der Waart - 43
9. J.W. Kingma - 85
10. A.H. Haffert-Mulder - 164

CDA · PvdA · VVD · D66 · SGP · Groen Links · GPV · RPF · VCN · SP · Humanistische Partij · Milieu Defensie Partij 2000+ · PDS · Realisten Nederland · AWP · Bejaarden Centraal · Vrouwenpartij · Socialistische Minderheden Partij · Centrumdemocraten · De Groenen · PPvO · VMP · SAP · Grote Alliance Partij · Staatkundige Federatie